# لغات أوتو-مانغوية
اللغات الأوتو-مانغوية أو الأوتومانغوية هي عائلة كبيرة تتكون من عدة أسر فرعية من لغات الشعوب الأصلية في الأمريكتين. جميع اللغات الأوتو-مانغوية التي يتم التحدث بها اليوم هي لغات أصلية في المكسيك، ولكن الفرع المانغوي، المنقرض اليوم، كان يتم التحدث به في مناطق بعيدة أقصى الجنوب في نيكاراغوا وكوستاريكا. ينظر إلى الأوتو-مانغوية على نطاق واسع على أنها عائلة لغوية مثبتة، إلا أن هذا الاعتبار جابه الاعتراض مؤخرًا.
يوجد أكبر عدد من متحدثي الأوتو-مانغوية اليوم في ولاية أواكساكا حيث يتحدث بأكبر فرعين، وهما لغتا زابوتيكان وميكستكان، نحو 1.5 مليون شخص مجتمعين. في وسط المكسيك، ولا سيما في ولايات المكسيك وهيدالغو وكياريتارو، يتم التحدث بلغات الفرع الأوتو-بامي: إذ يصل عدد المتحدثين بلغتي أوتومي ومازاهوا المتصلتين بشكل وثيق إلى أكثر من 500 ألف شخص مجتمعين. الواقع أن بعض اللغات الأوتو-مانغوية إما تحتضر أو تتعرض لخطر الانقراض؛ على سبيل المثال: تمتلك كل من لغتي إيكساتيك وماتلاتزينكا أقل من 250 متحدثًا، معظمهم من كبار السن. قد انقرضت لغات أخرى خاصة في الفرع المانغوي الذي يتم التحدث بلغاته خارج المكسيك؛ من بين هذه اللغات لغة تشيابانيك، التي أعلن أنها انقرضت بعد عام 1990. لغات أخرى مثل سوتيابا، التي كانت أكثر صلةً بميفا (تلابانيك)، انقرضت منذ زمن أكبر ولم تعرف إلا من أوصاف القرن العشرين.
تعد اللغات الأوتو-مانغوية أكثر العائلات اللغوية تنوعًا وانتشارًا جغرافيًا والذي يتمثل في أمريكا الوسطى. يُقارن التنوع الداخلي مع نظيره الهندو الأوروبي، يقدر أن لغة بروتو – أوت – مانغيان كان يتم التحدث بها في وقت ما قبل عام 2000 قبل الميلاد. هذا يعني أن اللغات الأوتو-مانغوية تعايشت مع لغات أخرى في أمريكا الوسطى قبل 4000 عام على الأقل، وطورت العديد من الصفات المشتركة مع تلك اللغات، إلى حد أنها تعتبر جزءًا من تقارب لغوي يدعى «المنطقة اللغوية لأمريكا الوسطى». مع ذلك، تملك اللغات الأوتو-مانغوية خصائص عدة تميزها عن عائلات لغوية أخرى في أمريكا الوسطى. هي عائلة اللغات الوحيدة في أمريكا الشمالية وأمريكا الوسطى وأمريكا الوسطى التي تجمع بكاملها لغات منغّمة. يتجلى ذاك التميز أيضًا في وجود بنية تحليلية أكبر مقارنة بلغات أميركا الوسطى الأخرى. سمة نموذجية أخرى للغات الأوتو-مانغوية هي أنها جميعها تشترك بثلاثية (فعل - فاعل - مفعول به) كترتيب أساسي لمكونات الجملة.

## تاريخ التصنيف

### التصنيف الداخلي والهيكلة
اقترح مانويل أوروزكو إي بيرا في عام 1864 وجود علاقة جينية بين زابوتيكان وميكستكان، وضم أيضًا كلًا من كويكاتيك وتشوتشو وأموزغو في مجموعته. في عام 1865، أضاف بيمنتل كلًا من مازاتيك، وبوبولوكا، وتشاتينو، وتشنانتيك – وشكل أيضًامجموعة منفصلة من بام، وأوتومي، ومازاهوا، وهي بداية الفرع الفرعي للغات الأوتو-بامية. أضاف تصنيف دانيال برينتون لعام 1891 ماتلاتزنكا وتشيتشيميكا جوناس إلى مجموعة اللغات الأوتو-بامية لبيمنتل (التي لم تكن معروفة بذلك الاسم آنذاك)، تصنيف بعض اللغات التي اشتملت عليها سابقا مجموعة أوكساكان. في عام 1920، أضاف والثر ليمان اللغات التشيابانيك-مانغوية وأنشأ المجموعات الفرعية الرئيسية عن مجموعة أوكساكان. وفي عام 1926، صاغ شميت اسم أوتومي – مانغو لمجموعة تتألف من اللغات الأوتو-بامية واللغات التشيابانيك-مانغوية. لم تكن المجموعتان الأوتو-بامية ومجموعة أواكساكان الرئيسية منضمة إلى عائلة واحدة حتى تصنيف سابير في عام 1929، حيث انضمت إلى عائلة هوكان.
منذ خمسينيات القرن العشرين، شارف العمل على إعادة هيكلة المجموعات اللغوية الفردية الأوتو-مانغوية على الانتهاء. أعاد دوريس هيكلة لغات بروتو – أوتو – بامية، وبروتو – زابوتيكان من قبل موريس سواديش، وبروتز – شيابانيك – مانغو من قبل فرنانديز دي ميراندا ووايتلانر. كان تصنيف كامبل لعام 1997 أول من قدم نظرة موحدة إلى اللغات الأوتو-مانغوية. في عام 1981، نشر ويليام ميريفيلد إعادة بناءٍ للأنساب اللغوية لكل فرع أوتو-مانغوي وبروتو – أوتو – مانغوي. قام تيرينس كوفمان أيضًا بإعادة بناء قواعد بروتو – أوتو – مانغوية لكنها لم تنشر.
وعلى الرغم من عدم نشر إعادة بناء كاملة للبروتو-أوتو-مانغوية، إلا أن العائلة اللغوية تحظى الآن بقبول واسع النطاق من قبل متخصصين من بينهم ليل كامبل، وترنس كوفمان، وويليام بوسر. خلصت كتابات كامبل وبوسر عام 2008 إلى أن «لغة تلابانيك – سوبتيابا تبين أنها لا تنتمي إلى «هوكان» كما يقول سابير (1925 إيه)، إذ إنها فرع من عائلة اللغات الأوتو-مانغوية..». مع ذلك، تحفّظت عدة دراسات عن إدراج تلك اللغة ضمن عائلة هوكان، لا سيما الرفض الواسع اجوزيف غرينبرغ تصنيف عام 1987، فضلًا عن الأعمال المشتقة منه التي قام بها ميريت روهلين. إذ كتب عام 1988، لا يزال ليوناردو مانريكي يدرج تلابانيك-مانغو بوصفها عائلة لغوية معزولة.
ناقش لونغاكري حالة لغة الأموزغو إما كجزء من مجموعة ميكستكان أو بوصفها فرعًا خاصًا من العقدة البروتو - أوتو – مانغوية، ولكنه جادل بصحّة الفرض الأخير، ولكن التصنيف الأكثر قبولًا حاليًا من قبل كامبل (1997) يتبع تيرنس كوفمان الذي اعتبر الأموزغو فرعًا من ميكستيكان. شمل كل من سواديش (1960) ورينش لغة هواف كفرع مستقل داخل عائلة اللغات الأوتو-مانغوية، ولكن ذلك الاشتمال أثبت ضعفه، إذ إن معظم المتجانسات اللغوية كانت كلمات مستعارة من الزيبوتيك. تعتبر هواف اليوم لغة مستقلة.
اعتبر لونغاكر (1968) الأوتو-مانغوية واحدة من أكثر العائلات اللغوية دراسة في العالم، مع درجة من إعادة البناء ينافس الأسرة الهندية الأوروبية في الكمال، ولكن كوفمان وجويتسون (2009) يرفضان ذلك، متوجسين من إعادة البناء البدائية لمعجم اللغات البروتو – أوتو – مانغوية (تمت إعادة بناء 350 عنصرًا فقط) والقواعد. يدعون إلى مضاعفة الجهود الرامية إلى توثيق وإعادة بناء العديد من الفروع المهمة التي تلقت قدرًا ضئيلًا من الاهتمام: بشكل رئيسي ميكستكان، وبوبولوكان، والأوتو-بامية.
يقيّم براون (2015) الأدلة التي تم تجميعها لصالح اللغات الأوتو-مانغوية. يشير إلى أن المفردات التي أعيد بناؤها للبروتو-أوتو-مانغوية لا يدعمها انسجام صوتي منتظم. في حين أعاد باحثون، من بينهم سواديش ورينش وكوفمان، بناء كلمات من البروتو-أوتو-مانغوية.، لم يقم أحد بذلك مستفيدًا من انسجامات صوتية مفصّلة، وبالتالي، يشير براون إلى أن عمليات بنائهم إلى جانب البروتو-أوتو-مانغوية بذاتها موضع تساؤل. مع ذلك، يقترح براون (2015) أن اللغات الأوتو-مانغوية بوصفها تقاربًا لغويًا (منطقة انتشار اللغة) هي فرضية معقولة بديلة لمقترح كون الأوتو-مانغوية عائلة لغوية.

### تضمين فرضيات العائلة الكبرى
اعتبرت بعض التصنيفات المبكرة مثل تلك التي كتبها برينتون، أن اللغات الأوتو-مانغوية قد تكون مرتبطة بالصينية، إذ إنه على شاكلة اللغة الصينية، فإن تلك اللغات نغميّة وأحادية المقطع. سرعان ما تم التخلي عن هذه الفكرة بعد اكتشاف أن اللغات النغميّة شائعة، وتم إحراز تقدم في الدراسة التاريخية للغة الصينية (بما في ذلك اكتشاف أن الصينية القديمة ليست لغة نغميّة). ضم إدوارد سابير سوبتيابا-تلابانيك في شعبة هوكان، ولكنه لم يصنف بقية اللغات الأوتو-مانغوية ضمن تصنيفه الشهير لعام 1929. في تصنيفه عام 1960، اعتبر جوزيف جرينبرج الأوتو-مانغوية لغة منعزلة إلى حد كبير عن اللغات الأميركية الأصلية الأخرى، حتى أنها كانت الأسرة الوحيدة المقبولة (باستثناء بوريبيتشا المستقلة) التي أصبحت فرعًا رئيسيًا لعائلة اللغات الأميرندية التي وصفها. إلا أنه في تنقيحه لعام ، 1987، ربطها بلغة آزتك-تانوان في فرع «أمريكا الوسطى»، باستثناء تلابانيك، التي بقيت رغم ذلك مرتبطة بشكل لا لبس فيه بالأوتو-مانغوية، بقي يصنفها على أنها هوكان. لم تتمكن أية فرضيات بما فيها الأوتو-مانغوية في أقصى مراحلها من الصمود أمام الفحص الدقيق.